# Spojrzenie w przeszłość polskiej fotografii
Spojrzenie w przeszłość polskiej fotografii – książka autorstwa Ignacego Płażewskiego (fotografa, historyka, wydawcy), wydana w 1982 przez Państwowy Instytut Wydawniczy w Warszawie.

## Charakterystyka
Książka jest publikacją opisującą historię polskiej fotografii – w odniesieniu do miejsc, osób i organizacji fotograficznych oraz amatorów fotografii, animatorów, artystów, członków organizacji i stowarzyszeń fotograficznych, fotografów, fotografików.
Spojrzenie w przeszłość polskiej fotografii to przekrój działalności artystycznej na niwie fotografii, fotograficznej działalności rzemieślniczej, działalności organizacji, stowarzyszeń fotograficznych oraz przekrój publikacji, szkoleń, wydarzeń związanych z fotografią, jakie miały miejsce w Polsce – począwszy od 1839 roku (publikacje na temat wynalazku fotografii) poprzez lata 1841–1851 (Czas posrebrzanej blaszki), 1852–1881 (Wreszcie negatyw i pozytyw, czyli fotografia), 1882–1914 (Sucha klisza zmienia oblicze fotografii) – po lata 1944–1955 (Polska fotografia na nowych drogach). 
W pierwszych stronach publikacji Ignacy Płażewski nawiązuje do początków oraz samej istoty fotografii – począwszy od Camery obscury z 1671 roku. 
Wiele miejsca poświęcił poszczególnym artystom, fotografom, osobom powiązanym z polską fotografią – przedstawiając ich życiorysy. Zamieścił informacje o poszczególnych ogólnopolskich i lokalnych organizacjach, stowarzyszeniach fotograficznych oraz ogólnopolskiej i lokalnej prasie fotograficznej. 
Książkę (ilustrowaną czarno-białymi fotografiami, wybranymi przez autora) wydano pod redakcją Jolanty Borącz i Elżbiety Sokołowskiej. Książkę wydano w nakładzie 15 000 + 315 egzemplarzy, wydrukowano w Poznańskich Zakładach Graficznych im. Marcina Kasprzaka w Poznaniu. 
Słowo wstępne do publikacji napisał Jan Sunderland.